# Kỳ giông tây nam Anatolia
Lyciasalamandra antalyana là một loài kỳ giông thuộc họ Salamandridae.
Loài này chỉ có ở Thổ Nhĩ Kỳ.
Môi trường sống tự nhiên của chúng là rừng ôn đới, thảm cây bụi kiểu Địa Trung Hải, và vùng nhiều đá.
Chúng hiện đang bị đe dọa vì mất môi trường sống.